# Adriatik Lapaj
Adriatik Lapaj (Saranda, 9 giugno 1988) è un politico, avvocato e attivista albanese È il fondatore e leader del movimento politico L’Albania Diventa, fondato nel 2023..

## Primi anni di vita e istruzione
Lapaj, nato in Albania, ha conseguito la laurea in giurisprudenza presso l’Università di Tirana. Ha iniziato il suo attivismo all’età di 22 anni ed è attivamente coinvolto in iniziative della società civile da oltre 14 anni.

## Carriera politica
Nel settembre 2023, Lapaj ha fondato il movimento politico “Shqipëria Bëhet” con l’obiettivo di democratizzare il panorama politico albanese. Il movimento sottolinea l’importanza della riforma elettorale, dell’approvazione di una legge referendaria per promuovere la democrazia diretta e della concessione del diritto di voto alla diaspora albanese.
Sotto la guida di Adriatik Lapaj, “Shqipëria Bëhet” ha avviato una serie di consultazioni a livello nazionale. Questi sforzi prevedono l’organizzazione di forum in tutti i 61 comuni dell’Albania e il coinvolgimento della diaspora. L’obiettivo primario è quello di coinvolgere i cittadini e gli esperti nella difesa legislativa e nei dibattiti pubblici, amplificando così la voce e i diritti della popolazione.
Nell'ottobre 2024, il movimento è stato ufficialmente registrato come partito politico presso il sistema giudiziario albanese, consentendogli di partecipare formalmente ai processi politici del paese.

## Percezione pubblica
Lapaj ha fatto notevoli progressi nell’opinione pubblica. Un sondaggio condotto da Euronews Albania nel giugno 2024 ha rilevato che il 40,8% dei partecipanti aveva una percezione positiva di lui, la più alta tra i leader dei nuovi movimenti politici al di fuori del tradizionale duopolio dei partiti. In ottobre, un altro sondaggio condotto da Euronews Albania ha rilevato che aveva un indice di gradimento del 46,2%, il più alto tra tutti i politici in Albania, incluso il Primo Ministro Edi Rama con il 45,8%.